# Pavel Mang
Pavel Mang (* 7. června 1978, Praha) je bývalý český dětský herec.
Od dětství se věnoval sportovní gymnastice, což ho spolu s fyziognomií předurčilo pro výběr filmařů na hlavní dětskou roli v seriálu Cirkus Humberto, který se natáčel dva roky (1986-1988). Účast na tak velkém projektu pochopitelně z Manga učinila hvězdu s velkou popularitou. Po skončení natáčení Cirkusu Humberto dostával pak další filmové či televizní role, mj. v Rážově filmu Třetí táta (1988), po boku Josefa Kemra se objevil i na prknech Národního divadla. Stejně jako řada jiných dětských hvězd, tak i Pavel Mang navzdory herecké praxi neuspěl u přijímacích zkoušek na konzervatoř, kam nebyl přijat pro nedostatek talentu. Ve stejné době o něj přestal být zájem jako o herce, protože z roztomilého dítěte se stal mladý muž. Pavel Mang nakonec vystudoval obchodní akademii a dnes se živí prodejem elektroniky v centru Prahy.

## Filmografie
- Cirkus Humberto (1988)
- Třetí táta (1988)
- Jízda králů (1989)
- Sáňkování není povoleno (1988)
- Démantový déšť (1990)
- O Janovi a podivuhodném příteli (1990)
- O Radkovi a Mileně (1990)
- Hledání v bílém obdélníku (1991)
- Stalingrad (1993)
- Dick Whittington (1993)
- Arabela se vrací aneb Rumburak králem Říše pohádek (1993)
- Pozor na kozoroha (1994)
- Aneta (1995)
- Princ z pohádky (1995)
- Hospoda (1996)
- O mrňavém obrovi (1996)